# Monrovia (métro de Los Angeles)
Cet article concerne une station du métro de Los Angeles. Pour la ville de Californie, voir Monrovia (Californie). Pour la capitale du Libéria, voir Monrovia.
Monrovia est une station du métro de Los Angeles desservie par les rames de la ligne A et située dans la ville du même nom en Californie.

## Localisation
Station du métro de Los Angeles située en surface, Monrovia est située sur la ligne A à proximité de l'intersection de West Duarte Road et de South Myrtle Avenue à Monrovia, ville située au nord-est de Los Angeles.

## Histoire
Monrovia est mise en service le 5 mars 2016, lors de la deuxième phase d'extension de la ligne L.

## Service

### Desserte
Monrovia est desservie par les rames de la ligne L du métro.

### Intermodalité
La station dispose d'un stationnement de 350 places et est desservie par la ligne d'autobus 264 de Metro et la ligne 270 de Foothill Transit (en).

## Architecture et œuvres d'art
La station abrite une œuvre d'art de l'artiste Cha-Rie Tang, faite de céramique et nommée River of Time, qui rend hommage au patrimoine architectural et aux paysages naturels de Monrovia.